# Cleome sinaloensis
Cleome sinaloensis är en paradisblomsterväxtart som beskrevs av T. S. Brandegee. Cleome sinaloensis ingår i släktet paradisblomstersläktet, och familjen paradisblomsterväxter. Inga underarter finns listade i Catalogue of Life.